# Smoljaninovo
Smoljaninovo (in russo Смоляниново?) è un insediamento di tipo urbano dell'Estremo Oriente russo (Territorio del Litorale). È il centro amministrativo del distretto Škotovskij.
L'insediamento si trova 73 km a nord-est di Vladivostok.